# Глорія Естефан
Глорія Естефан (Gloria Estefan, при народженні Gloria María Milagrosa Fajardo García, 1 вересня 1957, Гавана, Куба) — латиноамериканська співачка та авторка пісень, яка живе і працює у США. Продавши понад 90 мільйонів своїх записів та вигравши п'ять нагород «Греммі», Естефан претендує на титул королеви латиноамериканської поп-музики.
Естефан народилася у Гавані, однак у віці 16 місяців родичі відвезли її до Маямі, оскільки на Кубі відбулася комуністична революція. 1975 року разом зі своїм чоловіком, Еміліо Естефані, Глорія створила латиноамериканський колектив Miami Sound Machine, у якому виступала солісткою. Спочатку вони виконували пісні іспанською, але поступово переключилися на англійську. З 1984 року Естефан стала виступати з сольними концертами у США та країнах Латинської Америки. У 1980-і роках вона нерідко потрапляла на верхні позиції чартів, а три її сингли очолити Billboard Hot 100.
Співачка перебувала на піку популярності, коли під час гастролей 20 березня 1990 року у її автобус врізалася вантажівка. Естефан отримала серйозні травми хребта, від яких намагалася оговтатися протягом наступного року. У 1991 році повернулася на вершини хіт-парадів з автобіографічною баладою «Coming Out of the Dark» (автор — Джон Секад). Слідом за цим вона випустила альбом найбільших хітів. 1994 року вийшов альбом кавер-версій класичних мелодій американської поп-музики під назвою «Hold Me Thrill Me Kiss Me». Два роки по тому Естефан була запрошена виступити на церемонії закриття Олімпійських ігор в Атланті.
У вересні 2011 року співачка випустила новий альбом «Міс Маленька Гавана» (англ. Miss Little Havana).